# Wózek inwalidzki

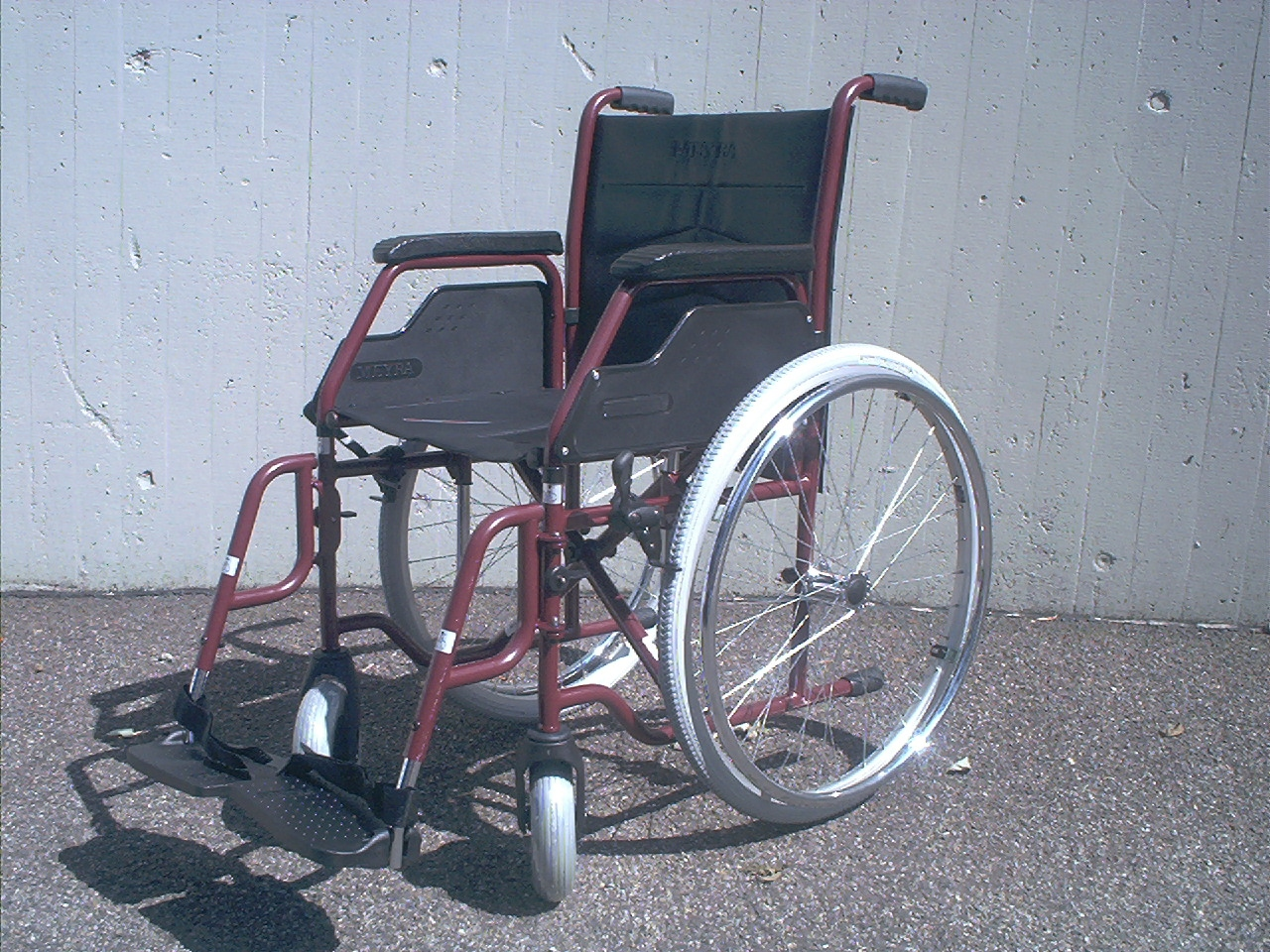
Standardowy wózek inwalidzki (wózek uniwersalny)

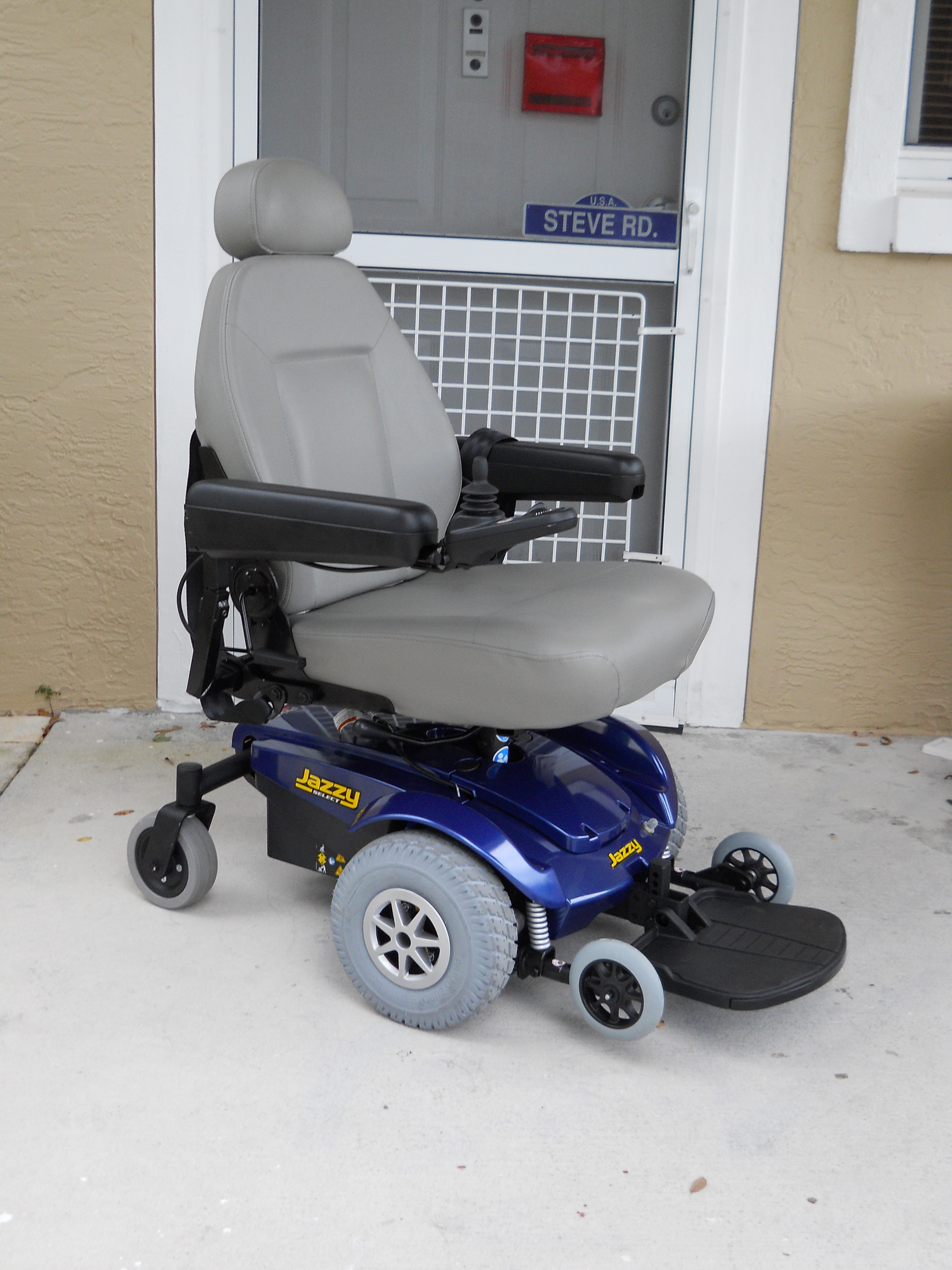
Elektryczny wózek inwalidzki

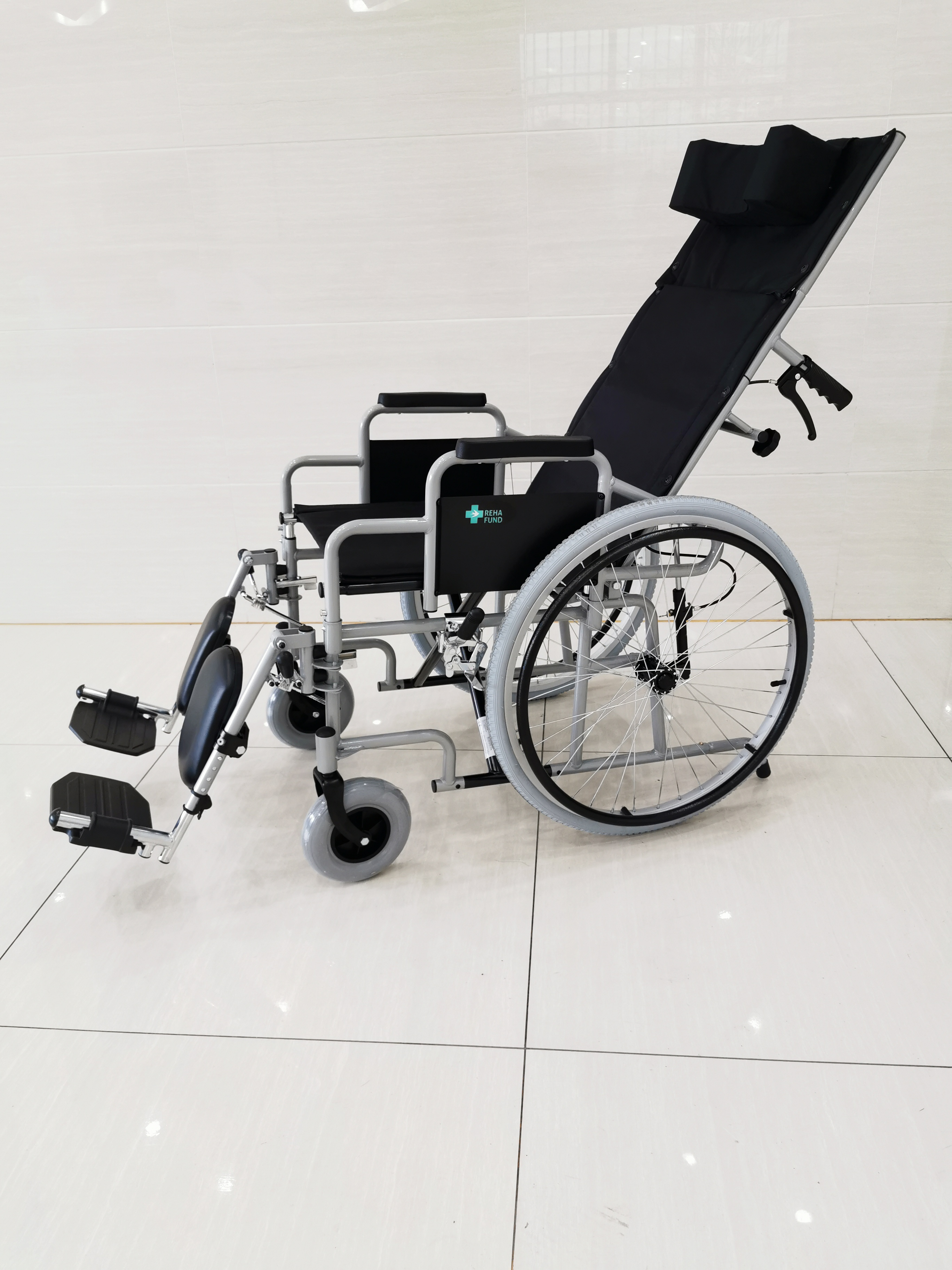
Wózek specjalistyczny z odchylanym oparciem

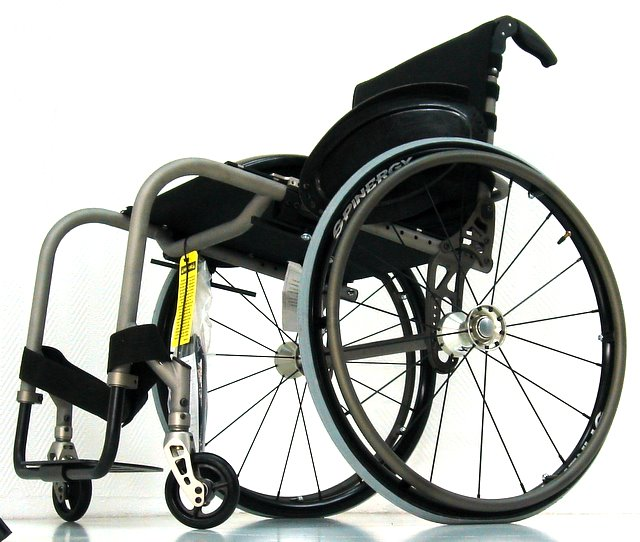
Aktywny wózek inwalidzki

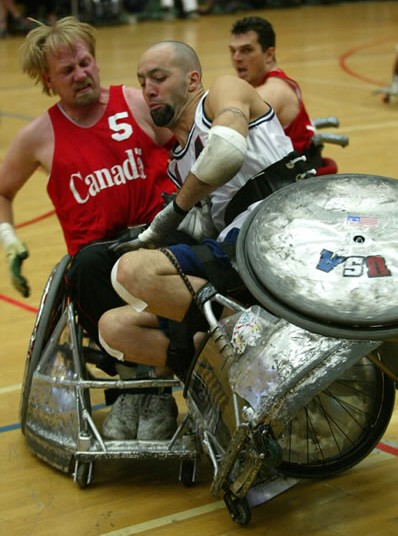
Sportowy wózek inwalidzki do gry w rugby. Warto zwrócić uwagę na przywiązane nogi.

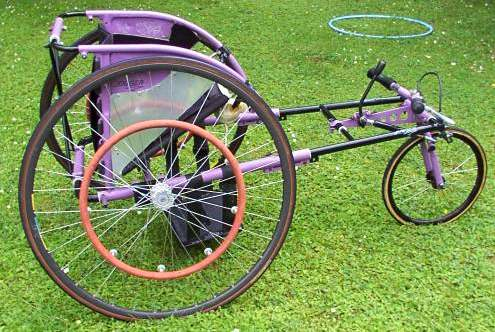
Sportowy wózek inwalidzki do wyścigów lekkoatletycznych. Napędzany oburącz za pomocą ciągów napędowych o niewielkiej średnicy (na zdjęciu koloru rdzawego)

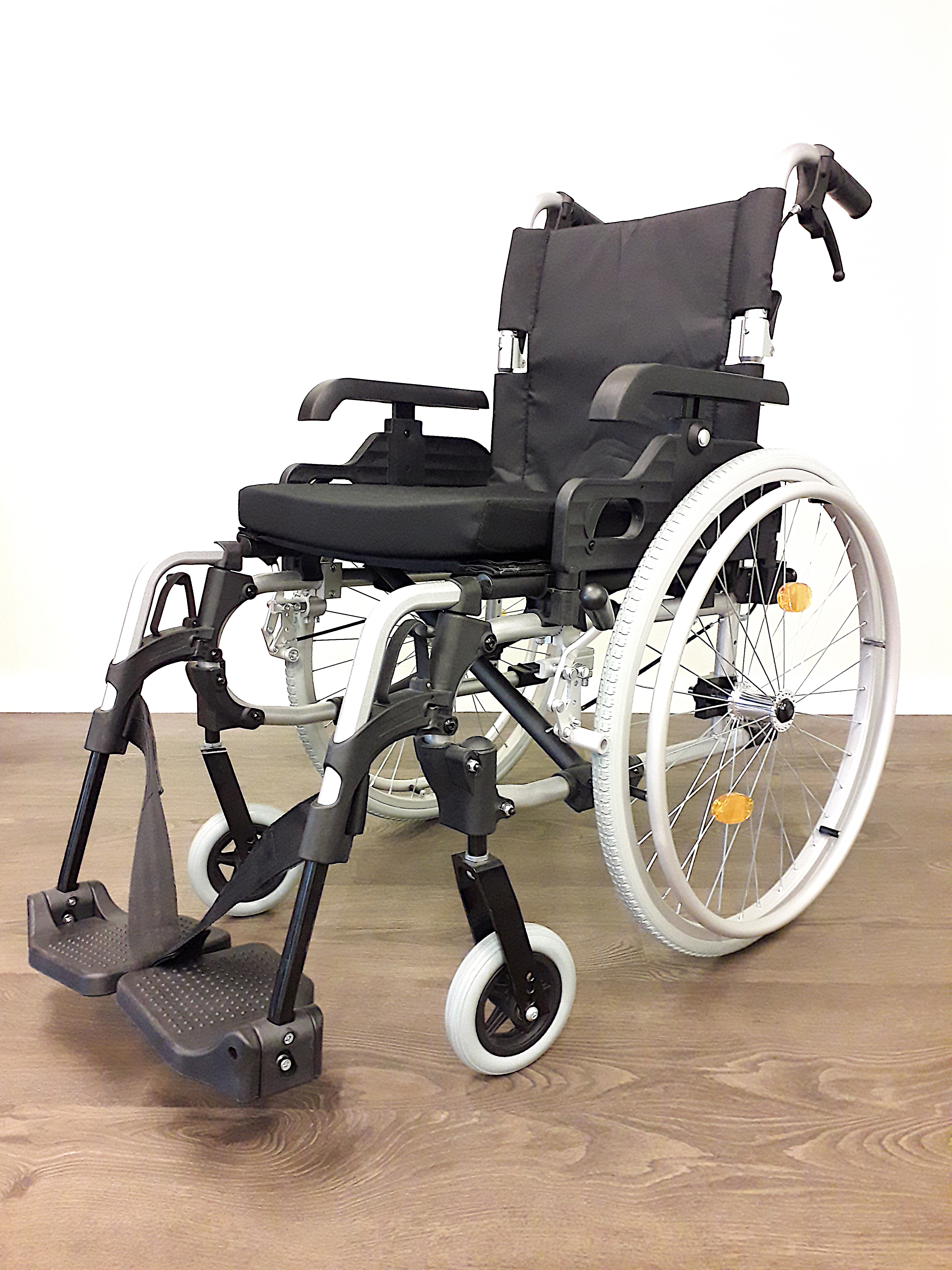
Wózek aluminiowy standardowy

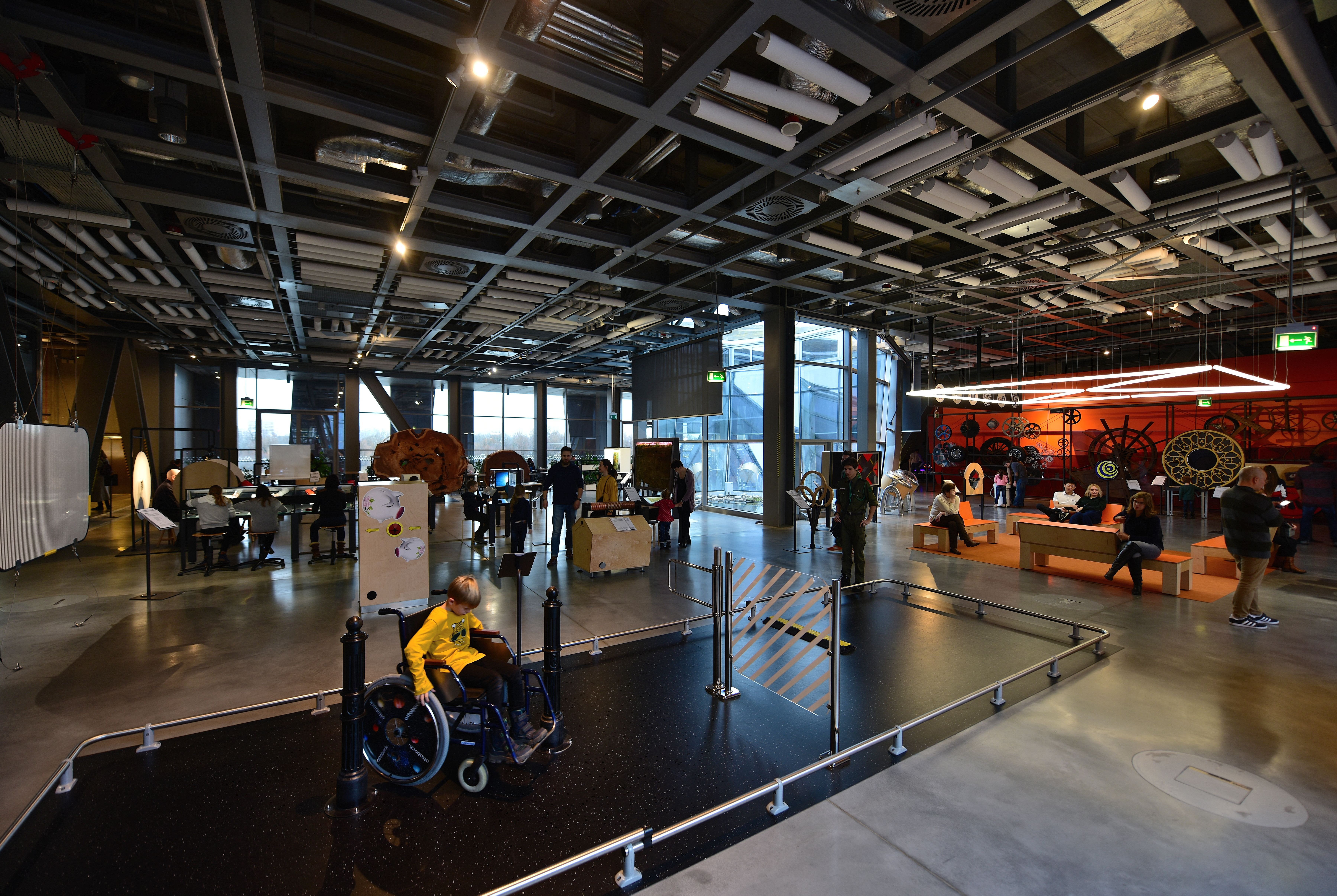
Fragment galerii Człowiek i środowisko w Centrum Nauki Kopernik w Warszawie, na pierwszym planie stanowisko pozwalające poznać problemy, z jakimi muszą się mierzyć osoby poruszające się na wózkach inwalidzkich

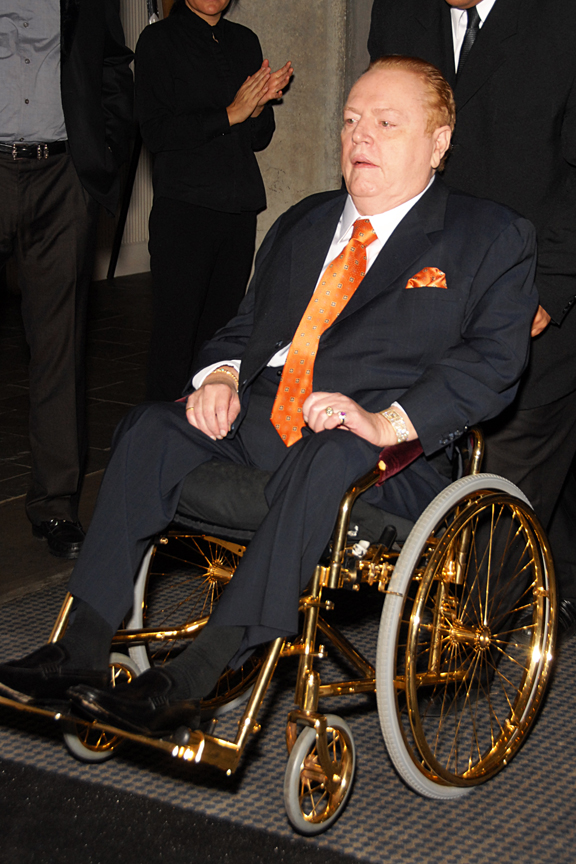
Wózki inwalidzkie można poddać tuningowi. Na zdjęciu Larry Flynt korzysta z pozłacanego

Wózek inwalidzki – pojazd konstrukcyjnie przeznaczony do poruszania się osoby z niepełnosprawnością ruchową, napędzany siłą mięśni lub za pomocą silnika, którego konstrukcja ogranicza prędkość jazdy do prędkości pieszego.

## Unikod
Symbol dostępności dla wózków inwalidzkich został zawarty w Unikodzie jako U+267F ♿ WHEELCHAIR SYMBOL.

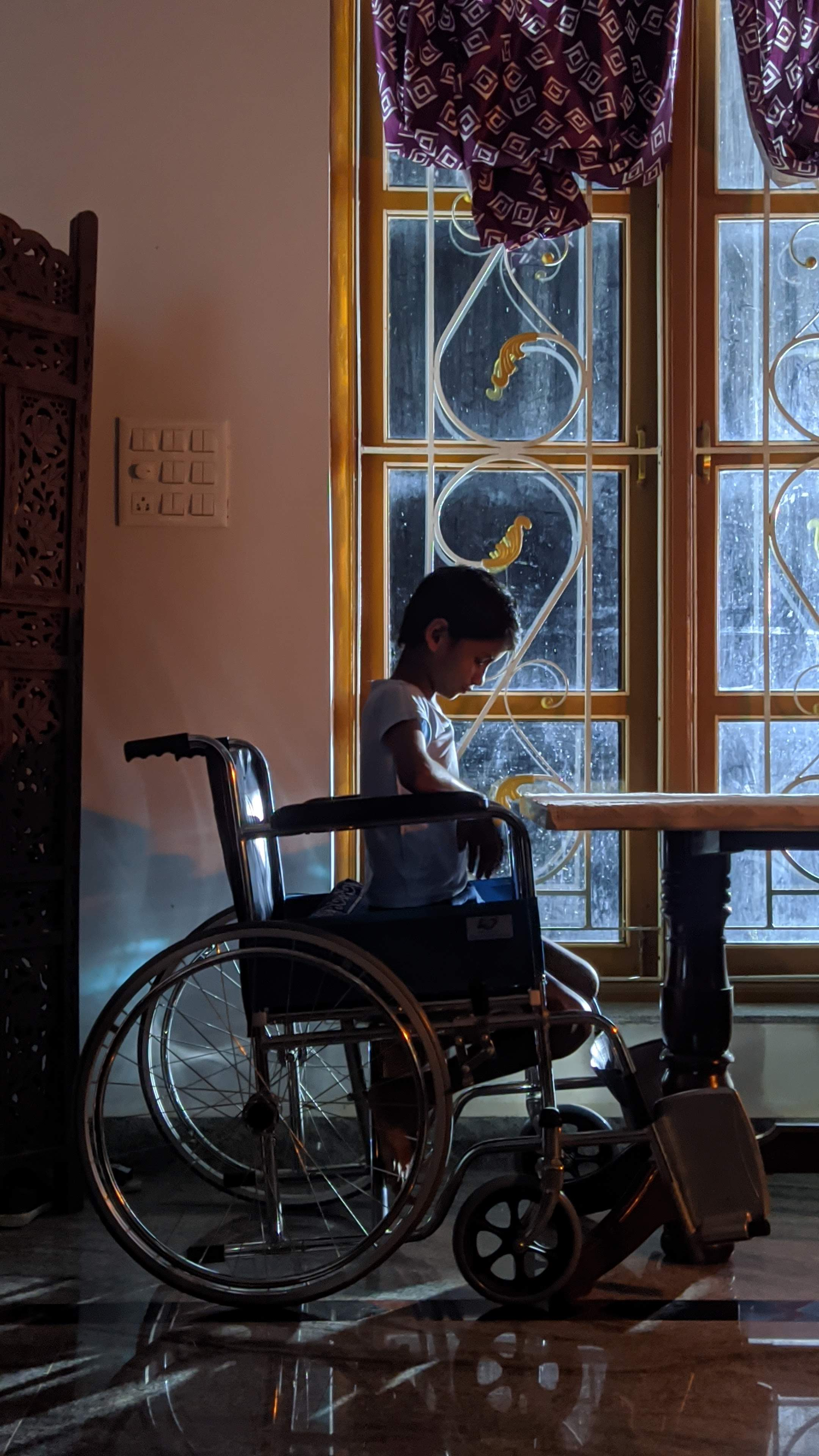
Chłopiec na wózku inwalidzkim

## Rodzaje
Wózki inwalidzkie można rozmaicie klasyfikować:
1. Ze względu na pochodzenie energii napędowej[2].
  - napędzane przez jego użytkownika (zwykle za pomocą ramion, bardzo rzadko za pomocą nóg),
  - napędzane silnikiem (bardzo często elektrycznym),
  - napędzane hybrydowo (np. siłą mięśni użytkownika i wspomagającymi silnikami elektrycznymi),
  - napędzane przez osobę drugą.
2. Ze względu na przeznaczenie i związaną z tym konstrukcję[2].
  - Wózki z napędem elektrycznym – dla osób ze znaczną niepełnosprawnością, przeznaczone do przemieszczania się wewnątrz i na zewnątrz pomieszczeń. Szczególnym typem tego rodzaju wózka jest mechatroniczny iBOT.
  - Skutery z napędem elektrycznym (rzadziej z napędem spalinowym)- tylko do przemieszczania się w przestrzeni zurbanizowanej dla osób z niewielkim stopniem niepełnosprawności (mogących samodzielnie chodzić).
  - Wózki dźwigniowe – do wydajnego i stosunkowo szybkiego przemieszczania się na zewnątrz pomieszczeń.
  - Wózki wielofunkcyjne – pełnią dodatkowe funkcje terapeutyczne (np. możliwość pionizacji użytkownika).
  - Wózki pasywne – są dobierane do wymiarów antropometrycznych ich użytkownika, są jednak skonfigurowane w sposób zapewniający jak największą stabilność siedzenia i możliwość asysty osoby drugiej kosztem zmniejszenia mobilności.
  - Rowery z napędem ręcznym – są wyposażone w korbowy mechanizm napędowy, służą do rekreacji i nie nadają się do przemieszczania wewnątrz pomieszczeń.
  - Wózki uniwersalne służą do doraźnego transportu wewnątrz instytucji (np. szpitale, lotniska).
  - Wózki terenowe są wyposażone w szerokie niskociśnieniowe opony lub system gąsienicy wolności, umożliwiające poruszanie się w trudnym terenie.
  - Wózki sportowe produkuje się w wielu odmianach, z których każda jest przeznaczona do uprawiania konkretnej dyscypliny sportu (np. tenisa, koszykówki, rugby, szermierki, wyścigów szosowych, zjazdów górskich, taniec integracyjny itd.),
  - Wózki aktywne są indywidualnie dopasowywane do ich użytkownika, a ich konfiguracja ułatwia samodzielne pokonywanie niektórych przeszkód architektonicznych, urbanistycznych i terenowych. Zwiększona mobilność jest uzyskana kosztem zmniejszonej funkcji ortotycznej wózka. Podstawowe narzędzie rewalidacji osób po urazach rdzenia kręgowego.
  - Wózki dla dzieci są indywidualnie dopasowane do użytkownika. Ich konstrukcja zakłada zwiększoną stabilność oraz możliwość popychania przez osobę towarzyszącą.
3. Ze względu na klasyfikację NFZ.[3]
  - Wózek inwalidzki ręczny (kryteria:  trwałe ograniczenie samodzielnego chodzenia)
  - Wózek inwalidzki aluminiowy (kryteria: trwałe ograniczenie samodzielnego chodzenia dla osób dorosłych samodzielnie poruszających się na wózku (z wyłączeniem jednoczesnego zaopatrzenia w wózek inwalidzki specjalny)
  - Wózek inwalidzki specjalny (np. wózek inwalidzki o napędzie elektrycznym, wózek stabilizujący plecy i głowę - leżakowy, wózek z funkcją pionizacji), z wyłączeniem wózka inwalidzkiego toaletowego) (kryteria: przy porażeniach i niedowładach trzy lub czterokończynowych; przy porażeniach dwukończynowych jednostronnych lub skrzyżowanych (z wyłączeniem jednoczesnego zaopatrzenia w wózek inwalidzki wykonany ze stopów lekkich z systemem szybkiego demontażu kół, składany, dla osób samodzielnie poruszających się na wózku)
4. Ze względu na kategorię.[4]
  - Wózki standardowe stalowe (stalowa rama, produkowane seryjnie w kilku wariantach)
  - Wózki standardowe aluminiowe (aluminiowa rama, produkowane seryjnie w kilku wariantach)
  - Wózki półaktywne (aluminiowa rama, produkowane seryjnie w kilkunastu wariantach z większą możliwością wyboru parametrów i opcji niż w wózkach standardowych)
  - Wózki aktywne (aluminiowa rama, produkowane seryjnie w kilkudziesięciu wariantach z bardzo dużymi możliwościami dostosowania do potrzeb użytkownika)
  - Wózki specjalistyczne (stalowa lub aluminiowa rama, np. wózki leżakowe z odchylanym oparciem, wózki z dodatkowymi elementami wspomagającymi utrzymanie pozycji siedzącej jak peloty boczne itp.)
  - Wózki elektryczne (wózki o napędzie elektrycznym)
  - Wózki sportowe (dedykowane dla osób uprawiających konkretny sport np. tenis, rugby, jest to odmiana wózka aktywnego)

## Budowa modułowa
Współczesny wózek inwalidzki, zarówno z napędem ręcznym, elektrycznym, hybrydowym, czy napędzany przez osobę opiekującą się jego niepełnosprawnym użytkownikiem, składa się z modułów konstrukcyjnych. Niektóre z nich muszą zostać zastosowane (moduły podstawowe, np. koła czy rama), inne mogą być użyte w razie potrzeby (moduły dodatkowe, np. podpórka pod głowę). Funkcje poszczególnych modułów mogą się nakładać na siebie (tzn. dwa różne moduły mogą pełnić tę samą funkcję – podnóżek i siedzisko służą do podpierania ciała) lub częściowo pokrywać. Wózek inwalidzki składa się według PN-ISO 6440:2001 z czterech funkcjonalnych podsystemów:
- układu podparcia ciała (siedzisko, oparcie, oparcia boczne, podnóżek, podpórka pod głowę, dodatkowe urządzenia podtrzymujące nogi),
- ramy (rama siedziska i rama oparcia),
- układu jezdno-napędowego (obręcze napędowe, mechanizm obrotu przednich kółek samonastawnych),
- kół (zwykle dwóch małych przednich kół oraz dwóch tylnych dużych kół).

Układ podparcia ciała pełni funkcję ortotyczną, układ jezdno-napędowy wraz z kołami pełni funkcję lokomocyjną. Wszystko jest spajane konstrukcyjnie przez ramę. Modułowa konstrukcja współczesnych wózków inwalidzkich sprawia, że niemal każdy z typów można indywidualnie skonfigurować za pomocą wartości nastaw w modułach podstawowych lub doboru modułów dodatkowych. Zależy to od indywidualnych wymagań konkretnego niepełnosprawnego człowieka (rodzaj niepełnosprawności, wymiary antropometryczne, upodobania, sprawność intelektualna i in.). Przykładowe opcjonalne lub nastawne moduły wózków to:
- rama (rodzaj, długość, szerokość i głębokość siedziska; wysokość siedziska nad ziemią; wysokość i kąt oparcia; możliwość odchylania oparcia; sposób składania; możliwość regulowania środka ciężkości itp.),
- podpórki pod stopy (stałe zazwyczaj jako jedna połączona platforma lub składane w postaci dwóch niezależnych platform na każdą nogę),
- tapicerka siedziska i oparcia (rodzaj),
- przednie kółka samonastawne (konstrukcja, średnica i szerokość kółka, długość widelców),
- tylne koła (średnica, konstrukcja, rodzaj ciągów napędowych, rodzaj szprych, rodzaj opon),
- oparcia boczne (wymiary, możliwość złożenia),
- podłokietniki (profilowane lub nie, z podparciem nadgarstka lub nie)
- krzyżak (podwójny lub pojedynczy)
- dźwignia do podjeżdżania pod krawężnik dla asystenta
- napęd (rodzaj, parametry – tylko wózki z napędem elektrycznym i hybrydowym),
- sterowanie napędem (tylko wózki z napędem elektrycznym i hybrydowym, sterowanie ręką, głową, nogą, łokciem itp.),
- poduszka na siedzisko (zazwyczaj przeciwodleżynowa),
- poduszka oparcia (opcja),
- rączki do pchania wózka (opcja),
- amortyzatory (opcja),
- torby i sakwy (opcja),
- oświetlenie (opcja),
- kółka antywywrotne (opcja),
- pasy bezpieczeństwa (opcja),
- podparcie głowy (opcja),
- peloty boczne podtrzymujące pionową pozycję użytkownika (opcja)
- oprawy pozwalające przymocować i przenosić kule (opcja),
- zbiornik tlenu (opcja),
- chorągiewka rowerowa (opcja),
- inne.

## Historia[5]

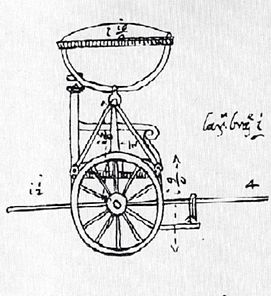
Wózek inwalidzki Władysława IV z 1640 roku (projekt: Giovanni Battista Gisleni)

- ok. 500 p.n.e. – w Chinach oraz w Grecji ilustracje przedstawiające krzesła na kołach
- 1595 – król Hiszpanii Filip II poruszał się na krześle z kołami[6]
- ok. 1640 – dla króla Polski Władysława IV Wazy cierpiącego na reumatyzm skonstruowano „mobilne krzesło”
- 1885 – wynaleziono obręcze przymocowane do kół służące do napędu wózka
- 1899 – zbudowano wózek napędzany benzynowym silnikiem spalinowym
- 1900 – zbudowano wózek napędzany ręcznie za pomocą przekładni łańcuchowej
- 1900 – wyprodukowano pierwszy wózek z kołami ze stalowymi szprychami
- 1932 – skonstruowano wózek składany krzyżakowo – konstruktorem był Harry Jennings (USA)[2]
- 1984 – skonstruowano pierwszy wózek elektryczny (Norwegia)[7]